# Via di qua/Cosa manca
Via di qua/Cosa manca è il 129° singolo di Mina, pubblicato a settembre 1986 dall'etichetta privata dell'artista PDU e distribuito dalla EMI Italiana.

## Il disco
Contiene due canzoni del secondo volume l'album Sì, buana, pubblicato in contemporanea.
Via di qua è un famoso duetto di Mina con Fausto Leali, diventato sigla dell'ultimo ciclo della trasmissione televisiva Trent'anni della nostra storia.
Anche se la canzone sul lato B è cantata solo da Mina, questo il singolo compare anche nella discografia di Leali.
Lo stesso anno la PDU pubblica un disco mix a 12" con gli stessi brani (PDU MIX 1153).
Gli arrangiamenti sono di Massimiliano Pani (lato A) e Paolo Gianolio (lato B).

## Via di qua
A detta della stessa Mina, la scelta di cantare insieme a Fausto Leali è stata una tappa importante del suo percorso artistico e musicale. Prova ne sono da un lato l'ammirazione personale della cantante per il collega, dall'altra il genere musicale dichiaratamente preferito da entrambi.
Fatti confermati per esempio da un racconto, riportato da Mario Luzzatto Fegiz sul Corriere della Sera già ai tempi della pubblicazione dell'album che contiene questo singolo, in cui Mina dice di essere in cerca di un solista con la predilezione per l'heavy metal oppure il rock, comunque dotato di una voce adatta a condividere con lei qualche pezzo di quei repertori, come fra amici amanti dello stesso genere, citando espressamente il nome di Leali. Oppure dalla presenza di brani rappresentativi dell'artista bresciano nella discografia della cantante, come A chi, Deborah, Un'ora fa, Io camminerò e L'ultima volta, tanto per indicarne alcuni.
Per Leali questa collaborazione segna il rilancio in carriera negli anni ottanta, con il ritorno a Sanremo nel 1987 (quarto posto) e nel 1988 (quinto posto) e la successiva vittoria con Anna Oxa nel 1989.
Grazie all'esperienza in comune i due artisti rimangono legati anche se vicendevolmente distanti, non a caso Mina nel 1996, ben dieci anni dopo la pubblicazione di questo singolo, interviene a sorpresa, durante una trasmissione della Televisione Svizzera Italiana, con una telefonata in diretta, solo per salutare l'amico.
Da notare anche la collaborazione tra il giovanissimo figlio di Mina e il decano dei parolieri italiani fra gli autori della canzone.

## Successo e classifiche
Non ripete il successo del singolo precedente in duetto con Cocciante, tuttavia è stabilmente nella classifica dei dischi caldi dal 18 ottobre per 15 settimane di fila, ondeggiando tra il 12º e il 20º posto. Si piazza solo alla 50ª posizione dei 45 giri più venduti tra il 1986 e il 1987.

## Tracce
Edizioni PDU.
Lato A
1. Via di qua (feat. Mina e Fausto Leali) – 4:51 (testo: Giorgio Calabrese – musica: Massimiliano Pani)

Lato B
1. Cosa manca – 4:00 (testo: Adelio Cogliati – musica: Piero Cassano, Massimiliano Pani)